# Brav Norway

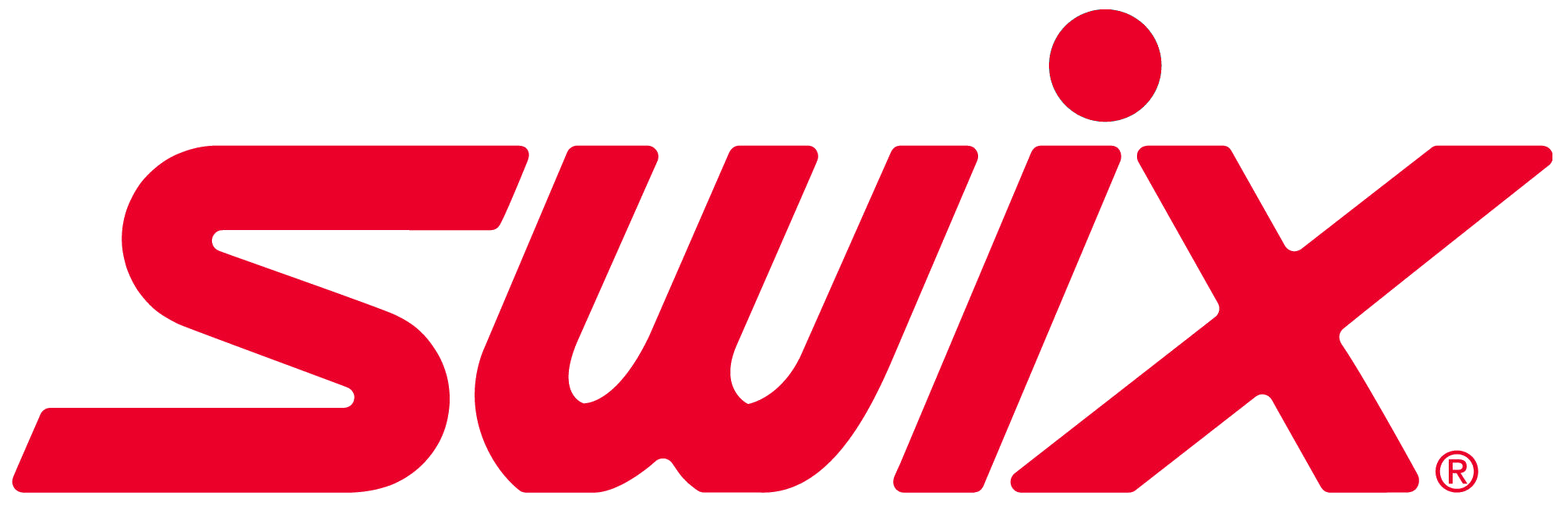
Logo von Swix

Die Brav Norway AS (bis 2018 Swix Sport AS) ist ein norwegisches Unternehmen mit Sitz Oslo, das international in der Sport- und Outdoor-Branche tätig ist. Es besitzt unter anderen die Marken Swix, Toko, Lundhags, Ulvang und Helsport. Eigentümer des Unternehmens ist die norwegische Beteiligungsgesellschaft Ferd AS, die dem norwegischen Industriellen und Milliardär Johan Henrik Andresen und seinen beiden Töchtern gehört.
Brav wurde unter dem Namen Swix als ein weltweit führendes Unternehmen für Skiwachs bekannt.

## Geschichte
1946 wurde Swix als Hersteller für Skiwachs gegründet. Die Marke Swix wurde in diversen Ländern geschützt, so erfolgte 1949 die Eintragung der Marke in den USA.
Im September 2010 erwarb die Swix Sport AS den Skiwachshersteller Toko vom Schweizer Unternehmen Mammut. Im Februar 2012 übernahm Swix Sport den schwedischen Outdoor-Ausrüster Lundhags von der Private-Equity-Gesellschaft EQT Opportunity.
2018 firmierte die Swix Sport AS um in Brav Norway AS. 2019 erwirtschaftete Brav einen Umsatz von 119,5 Millionen Euro.